# Viðarlundin í Mikladali

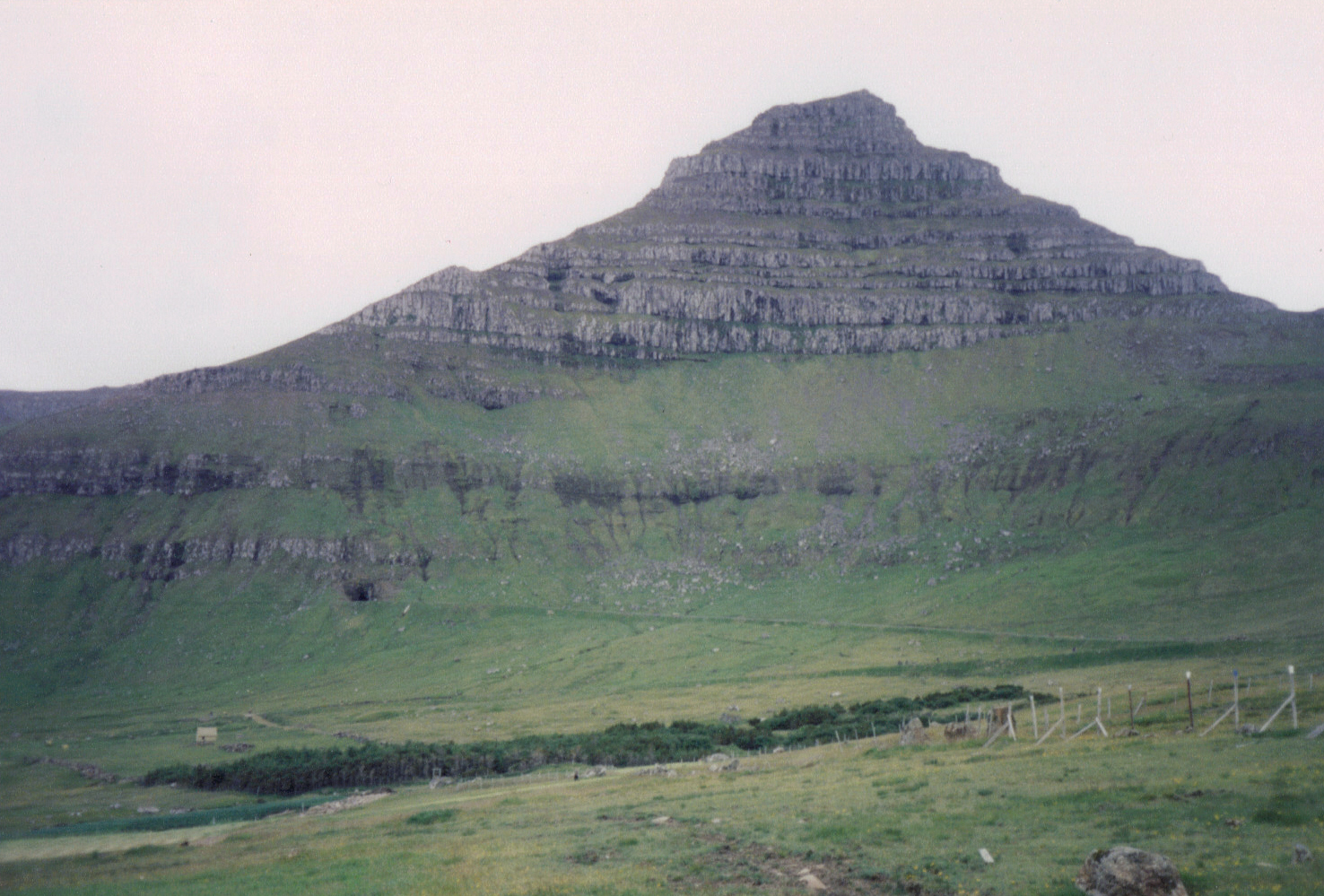
Gesamtansicht mit Blick zum 606 m hohen Gásafjall.

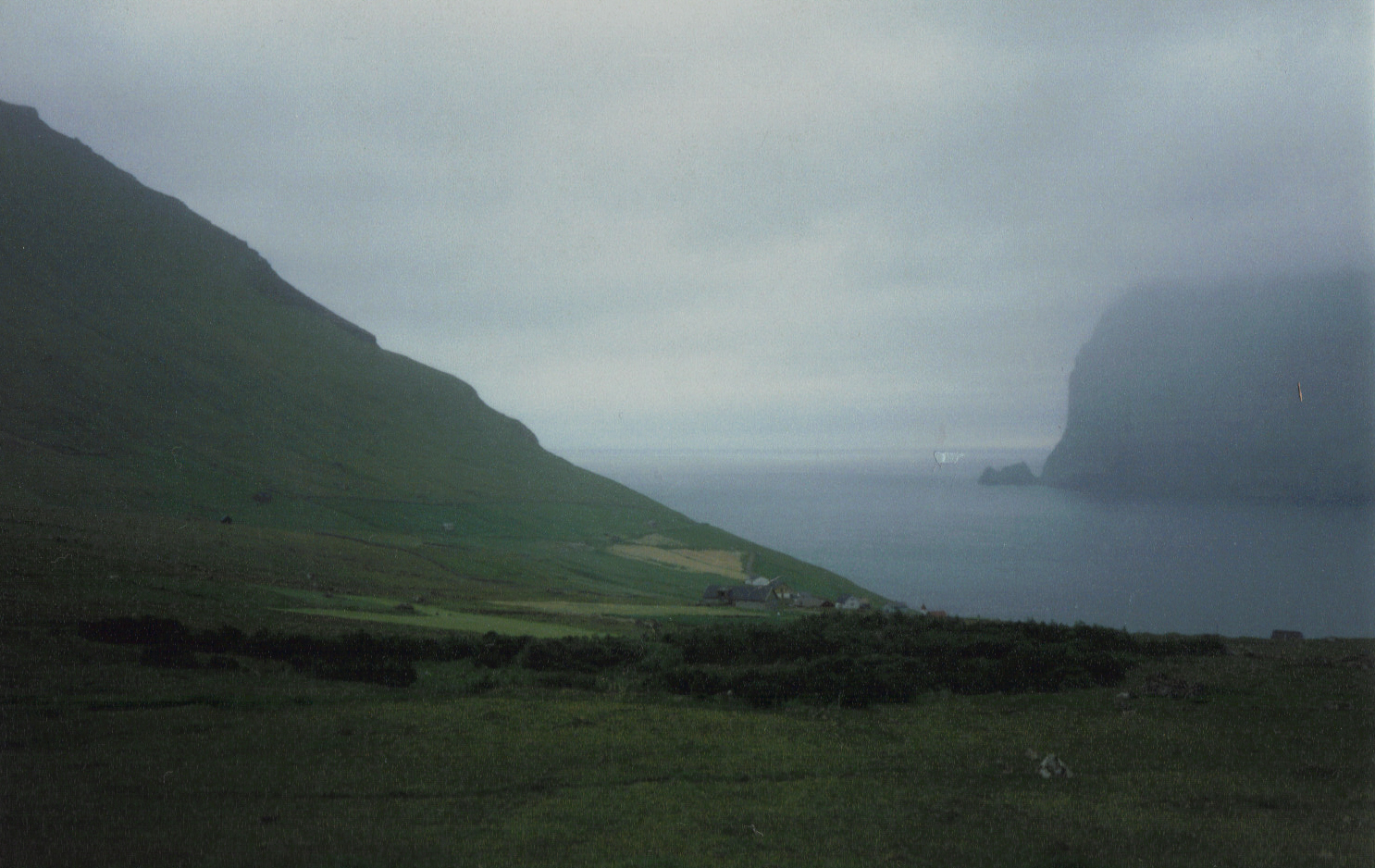
Blick vom Inselinneren über den Wald zur Küste

Viðarlundin í Mikladali ist ein Wald unweit des Dorfes Mikladalur auf der färöischen Insel Kalsoy. Er besteht hauptsächlich aus Eschen, Birken und Fichten und befindet sich rund 1 km südwestlich des Ortes am Fuße des 606 m hohen Berges Gásafjall. Das färöische Wort viðarlund bedeutet wörtlich „Gehölz“ und bezeichnet eine Parkanlage oder einen Wald auf den Färöern, von deren Fläche nur 0,06 % bewaldet sind.
Das Grundstück, auf dem sich der Viðarlundin í Mikladali ausdehnt, wurde der Gemeinde Mikladalur zum Zwecke der Anlage eines Waldes am 15. September 1953 durch eine Schenkung übertragen. Noch im selben Jahr begann man mit dem Pflanzen der ersten Bäume. Heute bedeckt das Gehölz Viðarlundin í Mikladali  auf dem Grundstück Flur 72 eine Fläche von 15.000 m². Der Wald, in dessen Mitte die Ruine eines Gebäudes aus Bruchsteinen zu sehen ist, befindet sich in einer Höhe von 110–130 m. ü. d. M., wobei die Baumgrenze auf den Färöer bei etwa 200 m. ü. d. M. liegt. Er besteht hauptsächlich aus Kiefern der Species Pinus contorta und Pinus mugo, Sitkafichten (Picea sitchensis) sowie Japanischen Lärchen (Larix kaempferi).
Die Färöer sind mit ihrem feuchten kühlen Klima für das Gedeihen von Bäumen schlecht geeignet, denn die Bodenkrume ist relativ dünn und bietet Baumwurzeln wenig Halt. Nicht selten weht starker Wind, der Bäume entwurzeln kann, und es kommt vor, dass die Bäume in einem milden Januar oder Februar ausschlagen und im Frühjahr durch plötzlich einbrechenden Frost überrascht werden. Der Viðarlundin í Mikladali ist eine der Attraktionen der Insel Kalsoy, da sich hier zeigt, dass auf den Färöern durchaus ein Wald bzw. eine Parkanlage existieren kann. Wie alle Wälder bzw. Parkanlagen der Färöer außerhalb der Hauptstadt Tórshavn ist auch der Viðarlundin í Mikladali eingezäunt, um die Bäume vor Nahrung suchenden Schafen zu schützen.